# Hirsholmarna

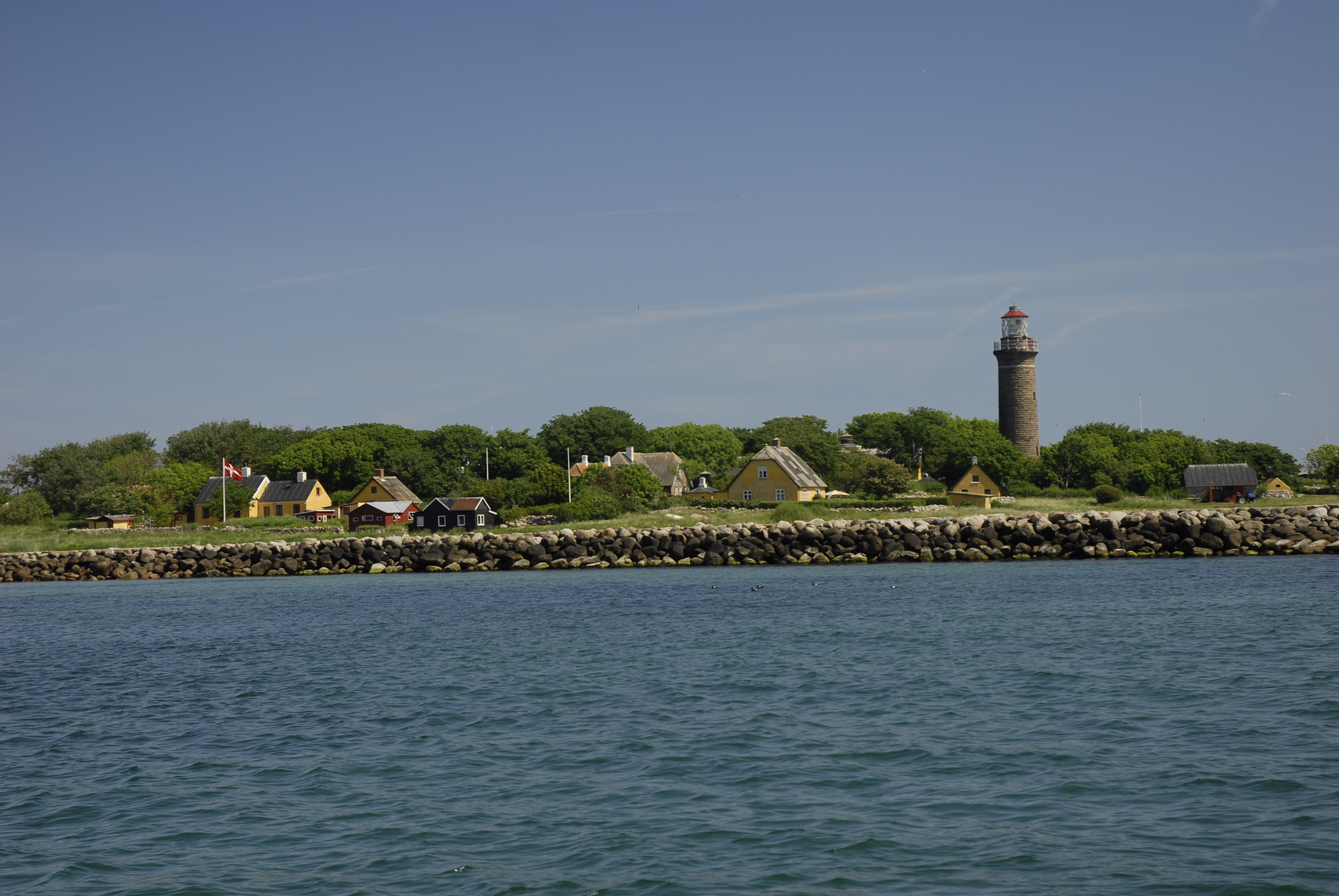
Hirsholm.

Hirsholmarna (danska: Hirsholmene) är en dansk ögrupp i Kattegatt, omkring sju kilometer nordost om Frederikshavn.
Ögruppen består av åtta små öar, varav endast Hirsholm är bebodd. Den största av öarna är Græsholm (21,5 hektar), därefter följer Hirsholm (15 hektar) och Tyvholm (0,41 hektar). Öarnas högsta punkt är 6 meter över havet.
Huvudön Hirsholm har hamn, fyrtorn (1838) och kyrka (1640), och hade år 1850 175 invånare. År 2009 bodde dock endast fyra personer på ön. En del av Hirsholms gamla hus är nu semesterbostäder. Ön har daglig postbåtsförbindelse med Frederikshavn.
Hirsholmarna har säregen natur och rikt fågelliv, och öarna och ett omkringliggande havsområde är skyddat.

## Lista över öar i ögruppen
- Hirsholm
- Græsholm
- Tyvholm
- Lilleholm
- Kølpen
- Deget